# James C. Greenwood
James Charles "Jim" Greenwood (ur. 3 maja 1951 w Filadelfii) – amerykański polityk, członek Partii Republikańskiej, kongresmen.

## Życiorys
Działalność polityczną rozpoczął w swoim rodzinnym stanie Pensylwania, gdzie od 6 stycznia 1981 do 30 listopada 1986 był członkiem stanowej Izby Reprezentantów, a od 6 stycznia 1987 zasiadał w stanowym Senacie. W okresie od 3 stycznia 1993 do 3 stycznia 2005 przez sześć dwuletnich kadencji był przedstawicielem ósmego okręgu wyborczego w stanie Pensylwania w Izbie Reprezentantów Stanów Zjednoczonych.